# Ксьондзова Лідія Олександрівна
Лідія Олександрівна Ксьондз́ова (нар. 16 травня 1916, Харків — пом. 8 червня 1995, Київ) — українська радянська скульпторка; членкиня Спілки радянських художників України з 1958 року.

## Біографія
Народилася 16 травня 1916 року в місті Харкові (нині Україна). Упродовж 1935—1937 років навчалася у Харківському державному художньому училищі у Леонори Блох. 1947 року закінчила Київський художній інститут, де вчилася в Леоніда Шервуда, Макса Гельмана.
Протягом 1950–1966 років працювала у Києві у тресті «Будмонумент». Жила у Києві, в будинку на вулиці Димитрова, № 6, квартира № 13. Померла у Києві 8 червня 1995 року.

## Творчість
Працювала в галузях станкової та декоративної скульптури. Створювала портрети, скульптурні композиції, барельєфи. Серед робіт:
- барельєф до 300-річчя возз'єднання України з Росією (1954, у співавторстві; середня школа № 3 міста Переяслава-Хмельницького);

портрети
- «Леся Українка» (1947; 1951, теракота);
- Героя Соціалістичної Праці, ланкової Узинського бурякорадгоспу М. І. Мудрої (1952, теракота);
- Героя Радянського Союзу Василя Рязанова (1953, у співавторстві);
- комісара Богунського і Таращанського полків В. С. Шила (1957, гіпс);
- «Лижниця» (1956);
- «Робітник» (1956);
- «Шахтар» (1956);
- «Шахтарка» (1957);
- «Волейболістка» (1960);
- Героя Радянського Союзу Анатолія Рафтопулло (1967, гіпс тонований);
- «Воїн» (1975);

композиції
- «Сільське господарство» (1954, у співавторстві);
- «Наука» (1958, у співавторстві);
- «Пустуни» (1958);
- «Діти-риболови» (1959, у співавторстві; дитячий парк в Уфі);
- «Дівчинка з голубом» (1960, у Дунаївцях);
- «За мир» (1960, у співавторстві);
- «Мати з дитиною»  (1960, у співавторстві);
- «Миру мир» (1963, у співавторстві);
- «Господарі землі» (1969);
- «Слава» (1970, гіпс);
- «Діти з рибою» (1973, у співавторстві);
- «Уклінна з квітами» (1974).

У 1948–1949 роках виконала низку скульптурних моделей для фарфорового заводу «Керамік» у місті Полонному.
Брала участь у всеукраїнських художніх виставках з 1949 року. 